# Abdelmajid Dolmy
Abdelmajid Dolmy (Casablanca, 19 de abril de 1953 - Casablanca, 27 de julho de 2017) foi um futebolista profissional marroquino, que atuava como meio-campo.

## Carreira
Abdelmajid Dolmy fez parte do elenco da segunda partição da Seleção Marroquina de Futebol na Copa do Mundo de 1986.  É o jogador que mais defendeu a Seleção Marroquina de Futebol, jogando 140 partidas e marcando 8 gols.